# Newness
Pour plus de détails, voir Fiche technique et Distribution.
Newness est un film américain réalisé par Drake Doremus, sorti en 2017.

## Synopsis
Martin (Hoult), pharmacien, et Gabriella (Costa), assistante en physiothérapie, vivent à Los Angeles où ils utilisent tous deux fréquemment une application de rencontres en ligne pour rencontrer des gens. Après une nuit de mauvais rendez-vous, les deux reviennent sur l’application où ils s’associent et conviennent de se rencontrer dans un bar. Ils passent le reste de la nuit à parler et Martin mentionne qu’il était marié. Ils retournent ensuite chez Martin et font l’amour. Peu de temps après, les deux commencent une relation et Gabriella emménage avec Martin.
Lors d’une visite aux parents de Martin, son père révèle à Gabriella que sa mère souffre de démence. Elle voit également diverses photos autour de la maison de l’ex-femme de Martin, Bethany et d’une fille inconnue. À la maison, Gabriella s’énerve que Martin n’ait jamais mentionné l’état de sa mère ou de la fille dans ses photos d’enfance. Il l’accuse d’être fouineuse et révèle avec colère qu’il a eu une sœur qui est décédée quand elle avait 16 ans. Ils ont une discussion animée où Gabriella sort en trombe. Le lendemain, une connaissance invite Gabriella à un dîner pendant que Martin part en boîte avec ses collègues. Ils finissent tous les deux par se tromper mutuellement mais confessent leur infidélité le lendemain matin et décident de d'aller faire une thérapie de couple. Grâce à la thérapie, ils décident de commencer une relation ouverte.
L’amie de Gabriella, Blake, les invite tous les deux à une fête où ils passent la nuit à flirter avec d’autres invités. Martin se lie avec Blake tandis que Gabriella se rapproche du patron de Blake, un homme plus âgé nommé Larry. Le couple continue sa chaîne de rencontres avec d’autres personnes jusqu’à ce que Gabriella suggère un trio, auquel Martin demande Blake mais Gabriella désapprouve parce qu’elles sont amies. Gabriella commence bientôt à passer plus de temps avec Larry et sa fille. Pendant ce temps, Martin découvre que Bethany a récemment eu un enfant. Déstabilisé, il regarde de vieilles vidéos personnelles qu’il a secrètement conservées. Larry donne à Gabriella un collier, qu’elle cache plus tard à Martin, et ils ont des relations sexuelles. Le lendemain matin, Gabriella admet qu’elle est venue lors de relations sexuelles avec Larry, ce qui met en colère Martin. Plus tard, il trouve le collier et se rend seul dans un bar où il rencontre Blake. Après une nuit de boisson, il révèle que Bethany a fait une fausse couche quand ils étaient ensemble et qu’il a des sentiments irrésolus pour elle. La conversation met Blake mal à l’aise et elle part. Martin rentre immédiatement chez lui pour parler à Gabriella, mais elle le renvoie, découvrant plus tard par son ami la rencontre de Martin et Blake. Un jour, Martin rentre chez lui pour trouver Gabriella en train de pleurer en regardant les anciennes vidéos et en lisant un e-mail que Martin a écrit pour Bethany où il déclare qu’il pense constamment à elle. Ils commencent à se disputer et Martin apporte le collier. Gabriella quitte l’appartement et emménage avec Larry. 
Larry révèle que dans deux semaines, il partira pour un voyage d’affaires de 2 ans à travers l’Europe où il invite Gabriella à le rejoindre. Martin et Bethany se rencontrent après lui avoir envoyé l’e-mail où elle déclare que ce n’est pas de leurs défauts que leur mariage n’a pas fonctionné parce qu’ils étaient à la fois jeunes et naïfs. Elle dit ensuite qu’elle est heureuse même si sa vie est devenue ennuyeuse et prévisible. Ils se séparent à l’amiable. Un soir, Larry organise une fête où Blake est présent et Gabriella lui demande de la chasser. Il refuse et l’appelle immature. Elle part ensuite dans un club où elle séduit deux hommes avant de tomber en panne. Elle revient le lendemain et essaie de parler à Larry mais il dit qu’il s’en fiche et déprécie son comportement qui la fait le quitter. Finalement, elle rend visite à Martin qui admet qu’il n’a jamais été vraiment à l’aise avec une relation ouverte. Les deux réconcilient et rassurent leur amour l’un pour l’autre.

## Fiche technique
- Titre français : Newness
- Réalisation : Drake Doremus
- Scénario : Ben York Jones
- Pays d'origine : États-Unis
- Genre : drame
- Date de sortie : 2017
- Durée : 117 min

## Distribution
- Nicholas Hoult (VF : Alexandre Gillet) : Martin Hallock
- Laia Costa (VF : Léa Gabriele): Gabi Silva
- Danny Huston (VF : Jean-Jacques Nervest) : Larry Bejerano
- Courtney Eaton : Blake Beeson
- Matthew Gray Gubler (VF : Taric Mehani) : Paul
- Pom Klementieff : Bethany
- David Selby : Artie Hallock
- Jessica Henwick : Joanne
- Albert Hammond Jr. : Roland
- Maya Stojan : Quinn
- Jamil Walker Smith : Chef Dominic